# Mukaza
Mukaza est une commune de la Province de Bujumbura Mairie au Burundi,.

## Subdivisions
La commune de Mukaza, incluse dans Bujumbura, comprend les Zones de Rohero, Nyakabiga, Bwiza, Buyenzi.

## Démographie
La commune Mukaza compte une population actuelle de 306 000 habitants.